# Texhoma (Oklahoma)
Texhoma is een plaats (town) in de Oklahoma Panhandle, in het noordwesten van de Amerikaanse staat Oklahoma. Samen met het Texaanse stadje Texhoma vormt het één bebouwde kom. Het Oklahomase deel valt bestuurlijk gezien onder Texas County.

## Demografie
Bij de volkstelling in 2000 werd het aantal inwoners vastgesteld op 935. In 2006 is het aantal inwoners door het United States Census Bureau geschat op 936, een stijging van 1 (0,1%).

## Geografie
Volgens het United States Census Bureau beslaat de plaats een oppervlakte van 1,6 km², geheel bestaande uit land.

## Plaatsen in de nabije omgeving
De onderstaande figuur toont nabijgelegen plaatsen in een straal van 44 km rond Texhoma.